# میدان گازی مدار

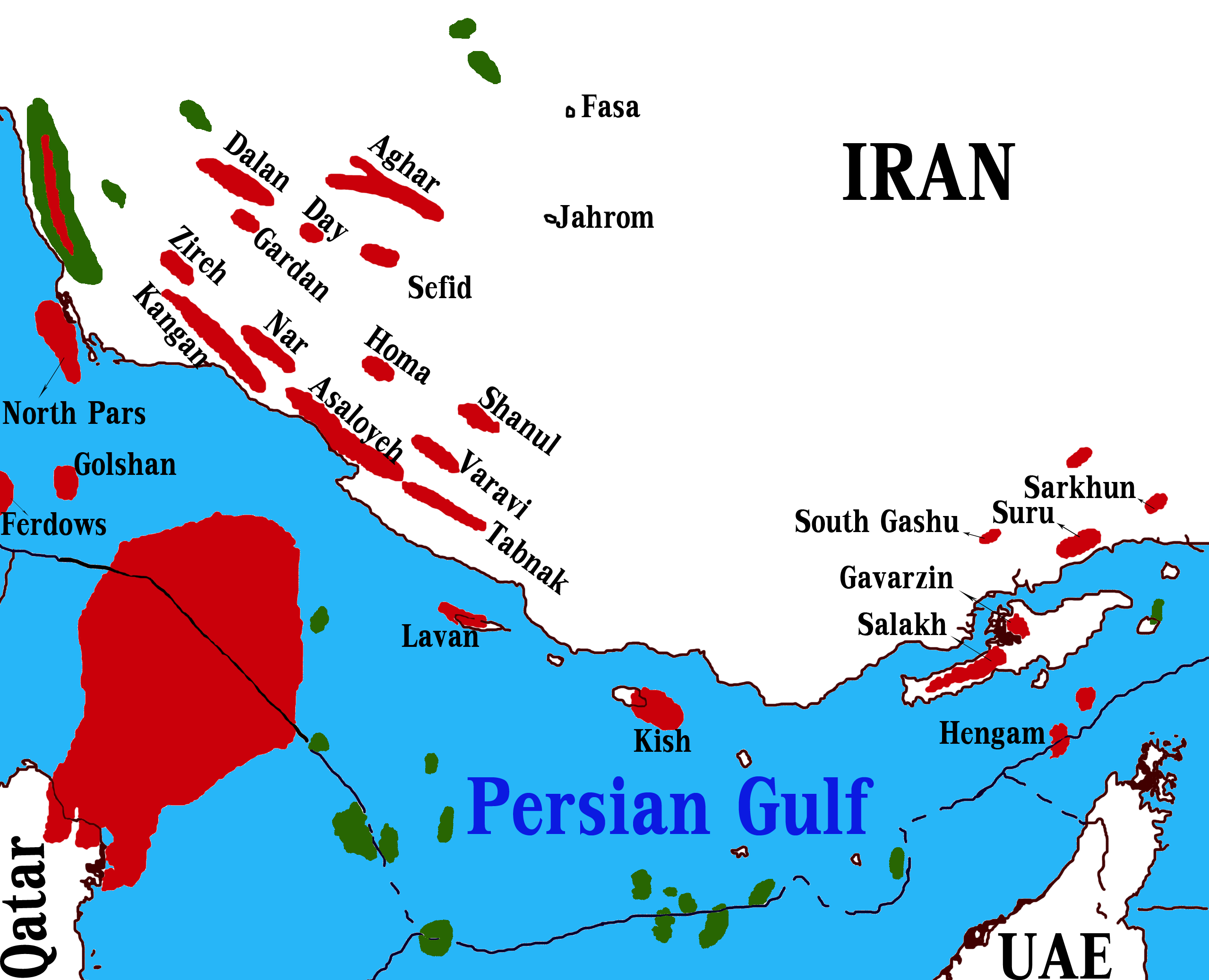
میدان‌های گازی ایران

میدان گازی مدار، از میدان‌های گازی ایران است که در فاصله ۱۵ کیلومتری شرق بندر عسلویه در استان هرمزگان قرار دارد. این میدان، دارای ذخیره‌ای بالغ بر ۴۹۵ میلیارد متر مکعب گاز طبیعی و ۶۵۸ میلیون بشکه میعانات گازی می‌باشد.
با توجه به اینکه ۸۰ درصد گاز میدان مدار، قابل استحصال است، بالغ بر ۱۴ تریلیون و ۲۰۰ میلیارد فوت مکعب، معادل ۴۰۵ میلیارد متر مکعب، از ذخایر گاز طبیعی این میدان، قابل بهره‌برداری می‌باشد. حجم میعانات گازی درجا این میدان، بالغ بر ۱۵۷۳ میلیون بشکه است، که از این میزان، تقریبأ ۶۵۸ میلیون بشکه میعانات گازی آن، قابل برداشت خواهد بود.
براساس مطالعات انجام گرفته توسط شرکت ملی نفت ایران، میدان گازی مدار، از ظرفیت تولید روزانه ۲ میلیارد فوت مکعب گاز طبیعی، معادل تولید ۲ فاز از میدان گازی پارس جنوبی، برخوردار است، که از این میدان، استحصال ۸۸ هزار بشکه میعانات گازی امکنپذیر خواهد بود.